# Dinero cuántico
El esquema de dinero cuántico es un protocolo criptográfico cuántico para crear y validar billetes de banco que sean imposibles de falsificar. La idea clave es que los estados cuánticos no pueden, en general, ser perfectamente copiados (un hecho conocido como el teorema de no clonación). Utilizando esta idea, los esquemas de dinero cuántico producen billetes que son imposibles de falsificar al incluir sistemas cuánticos en su diseño.
La primera propuesta de un esquema de dinero cuántico fue realizada por Stephen Wiesner alrededor de 1970, aunque este permaneció sin publicar hasta el año 1983.
Esta idea propuesta por Wiesner influenció el desarrollo de los protocolos de la distribución de claves cuánticas usados en la criptografía cuántica.

## El esquema de dinero cuántico de Wiesner
El esquema de dinero cuántico de Wiesner fue publicado por primera vez en el año 1983. Una prueba formal de seguridad, usando las técnicas de la programación semidefinida fue realizada en el año 2013.
Además, a un número de serie único para cada billete (estos billetes serían más parecidos a los cheques, dado que se requiere un paso adicional para verificar con el banco cada transacción), existe una serie de sistemas cuánticos de dos estados aislados. Por ejemplo, se usarían fotones en una de las cuatro polarizaciones: a 0°, 45°, 90° y 135° respecto a un eje, que se establece como vertical. Cada uno de estos es un sistema de dos estados en una de dos bases: la base horizontal tiene estados con polarizaciones a 0° y 90° con respecto a la vertical, y la base diagonal que tiene estados a 45° y 135° respecto a la vertical.
En el banco, existe un registro de todas las polarizaciones y los correspondientes números de serie. En el billete, el número de serie está impreso, pero las polarizaciones son mantenidas en secreto. Así, mientras el banco siempre puede verificar las polarizaciones midiendo la polarización de cada uno de los fotones en la base correcta sin introducir perturbaciones, un falsificador que no tiene la información de las bases de polarización utilizadas no puede crear una copia de los estados de polarización de los fotones que están en el billete, dado que si él conoce las dos bases, pero escoge la base incorrecta para medir el fotón, esto cambiará la polarización del fotón siendo medido y, por lo tanto, el billete falsificado tendrá la polarización incorrecta.
Por cada fotón, el falsificador tiene una probabilidad de {\displaystyle 3/4} de ser exitoso en duplicar el estado en forma correcta. Si la cantidad total de fotones en el billete es {\displaystyle N}, un duplicado tendrá la probabilidad de {\displaystyle (3/4)^{N}} de pasar la prueba de verificación del banco. Si el {\displaystyle N} es grande, esta probabilidad es exponencialmente pequeña. El hecho de que un estado cuántico no puede ser copiado está garantizado por la prueba del teorema de no clonación, que es la base de la seguridad de este sistema.

## Implementación práctica
Hasta el momento, la implementación del dinero cuántico no es práctico con la actual tecnología, ya que los billetes cuánticos requieren almacenar los estados cuánticos en una memoria cuántica. Las memorias cuánticas actualmente pueden almacenar los estados cuánticos solo por un muy corto periodo de tiempo.